# Volker Quaschning

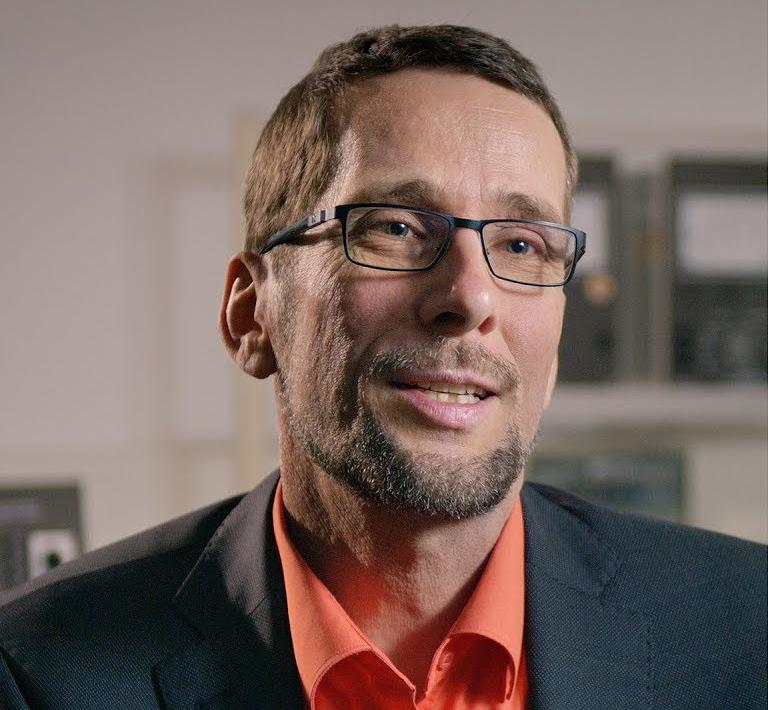
Volker Quaschning (2019)

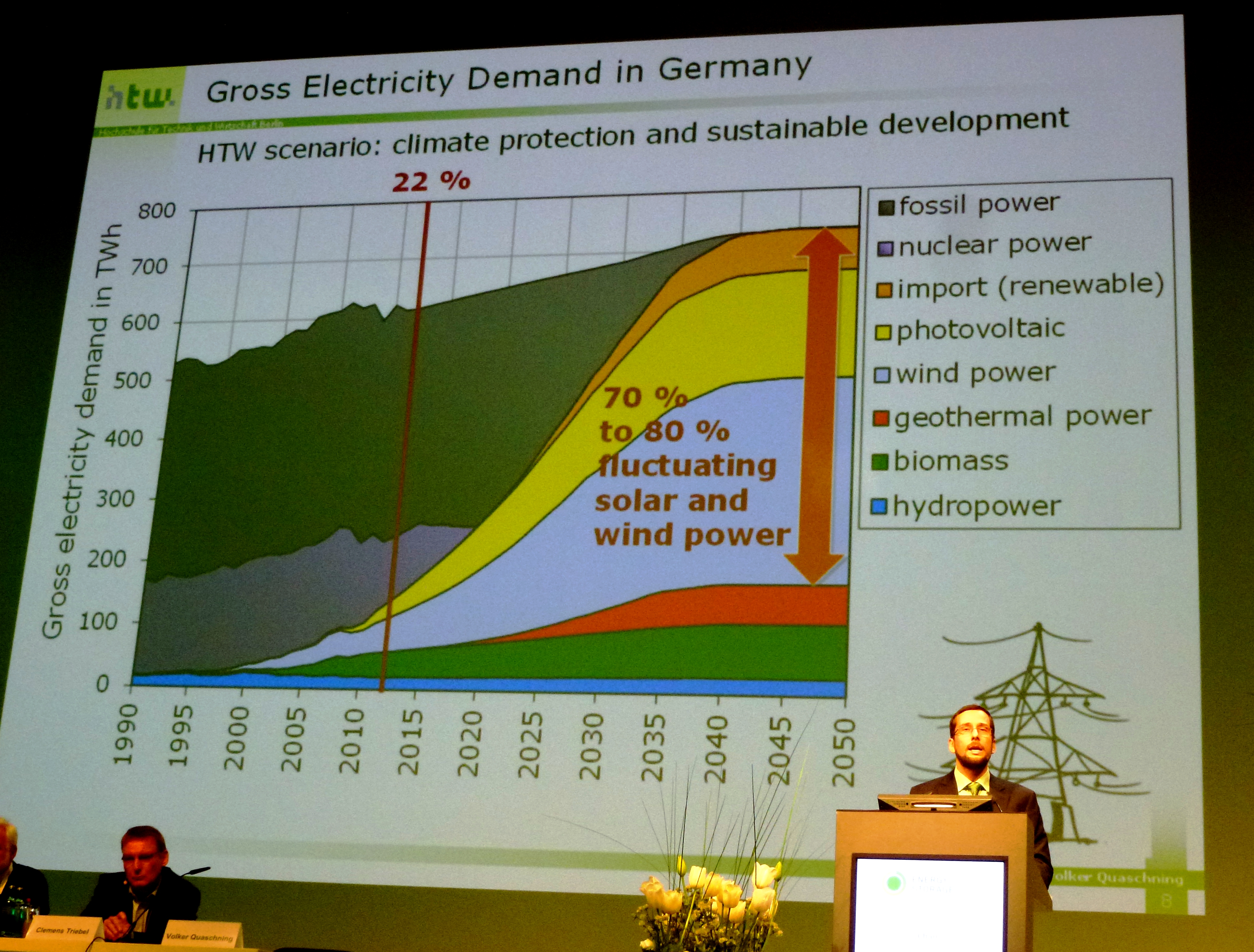
Vortrag zur Energiewende (2013)

Volker Quaschning (* 1969 in Leonberg) ist ein deutscher Ingenieurwissenschaftler und Professor für Regenerative Energiesysteme an der Hochschule für Technik und Wirtschaft (HTW) in Berlin.

## Biografie
Quaschning wuchs in Frankfurt am Main auf und studierte Elektrotechnik an der Universität Karlsruhe (TH). Anschließend promovierte er an der Technischen Universität Berlin über Simulation von Photovoltaiksystemen und habilitierte sich anschließend über Szenarien einer klimaverträglichen Energieversorgung für Deutschland. Von 1999 bis 2004 war er Projektleiter für solare Systemanalyse beim Deutschen Zentrum für Luft- und Raumfahrt (DLR) an der Außenstelle PSA in Almería in Spanien und arbeitete dort unter anderem zu solarthermischen Kraftwerken. Seit 2001 betreibt er auf seiner Webseite ein Informationsportal zu erneuerbaren Energien und Klimaschutz. Seit April 2004 lehrt und forscht Quaschning an der HTW Berlin im Fachgebiet Regenerative Energiesysteme.
Zusammen mit seiner Frau Cornelia Quaschning erstellt er den Podcast Das ist eine gute Frage.
Das Ehepaar Quaschning hat drei Kinder.

## Positionen
Volker Quaschning vertritt die Auffassung, dass die Energieversorgung für eine Begrenzung der globalen Erwärmung schnellstmöglich vollständig durch erneuerbare Energien gedeckt werden müsse. Mit verschiedenen Szenarien kommt er zu dem Ergebnis, dass dies in Deutschland bereits bis 2040 erreichbar sei. In der Kernenergie und der CO2-Abscheidung und -Speicherung sieht er keine ernstzunehmenden Alternativen. Für einen derartigen Umbau der Energiewirtschaft sei ein breiter Mix aus verschiedenen erneuerbaren Energien nötig, so Quaschning. Speziell in der Solarenergie sieht er dabei große Potenziale.
2016 publizierte er eine Studie zur Energiewende, in der er für Deutschland untersuchte, welche Maßnahmen in den Sektoren Strom, Wärme und Verkehr notwendig wären, um die Pariser Klimaschutzbeschlüsse einzuhalten. Außerdem stellte er die These auf, dass die weltweite Energieversorgung bis 2040 so umgestellt werden müsse, dass sie „vollständig auf erneuerbaren Energien basiert und kein Kohlendioxid mehr emittiert“, damit die globale Erwärmung noch mit einer Wahrscheinlichkeit von etwa 50 % auf 1,5 °C begrenzt werde. Das Tempo der deutschen Energiewende sei dafür (Stand 2016) aber um den Faktor 4 bis 5 zu niedrig. Notwendig für die Umsetzung der Energiewende sei die sogenannte Sektorenkopplung, d. h. die weitgehende Elektrifizierung des Wärme- und Verkehrssektors, wobei nur Windenergie und Solarenergie über das Potential verfügten, Deutschland mit regenerativer Energie zu versorgen. Alle anderen erneuerbaren Energien könnten nur eine ergänzende Funktion wahrnehmen. Quaschning schlägt daher in der Studie ein Verbot von Öl- und Gasheizungen sowie wärmegeführten KWK-Anlagen, sowie das Ende von Neuzulassungen von Benzin- und Dieselautos bis 2025 vor. Außerdem solle der Straßengüterverkehr über Oberleitungen elektrifiziert und der Kohleausstieg bis spätestens 2030 abgeschlossen sein. Durch die Elektrifizierung des Wärme- und Verkehrssektors würde sich der Strombedarf mindestens verdoppeln und könne in Deutschland nur durch eine sehr deutliche Steigerung des Ausbaus von Photovoltaik- und Windkraftanlagen klimaneutral gedeckt werden. Der erforderliche Speicherbedarf könne durch eine Kombination von dezentralen Batteriespeichern und Power-to-Gas-Anlagen gedeckt werden. Der Politik wirft Quaschning vor, nicht die nötigen Schritte zum Klimaschutz zu unternehmen und letztendlich ein Verletzen der Pariser Klimaschutzbeschlüsse billigend in Kauf zu nehmen. Die Studie wurde breit rezipiert und in der Fachwelt positiv aufgenommen.
Unter anderem mit Gregor Hagedorn vom Naturkundemuseum Berlin initiierte Quaschning die Scientists-for-Future-Bewegung, eine Vereinigung von Wissenschaftlern, die die Fridays-for-Future-Bewegung unterstützt und sich für mehr Klimaschutz einsetzt. Darüber hinaus setzt sich Quaschning in Vorträgen und unter anderem per Facebook, Twitter sowie YouTube und über einen eigenen Podcast für eine „Energierevolution“ ein.

## Auszeichnungen
- Im Jahre 2012 wurde Quaschning von seinem damaligen und heutigen Arbeitgeber, der HTW Berlin, mit einem Forschungspreis und einem Preis für erfolgreiche Wissenschaftskommunikation ausgezeichnet.[15] 2018 erhielt er zum zweiten Mal den Preis für erfolgreiche Wissenschaftskommunikation der HTW Berlin.[16]
- 2020 erhielt Volker Quaschning den Deutschen Solarpreis in der Kategorie Sonderpreis für persönliches Engagement in Münster.[17]

## Publikationen
Quaschning ist Autor des mittlerweile als Standardwerk zu erneuerbaren Energien geltenden Lehrbuchs Regenerative Energiesysteme: Technologie – Berechnung – Simulation, das 1998 erstmals erschien. Diese Monographie wird seitdem aktualisiert und ausgebaut und wurde bisher zudem ins Englische, Arabische und Russische übersetzt. 2021 erschien die elfte Auflage.
Sein Buch Erneuerbare Energien und Klimaschutz, das 2008 in der ersten Auflage erschien, wurde 2009 ins Englische übersetzt. 2016 erschien die zweite englische Ausgabe, im März 2020 die fünfte Auflage der deutschen Ausgabe. Das Buch richtet sich stärker an Laien mit Interesse an erneuerbaren Energien und der Energiewende und ist laut einer Rezension in der Fachzeitschrift Erneuerbare Energien. Das Magazin „ideal für alle, die an der Energiewende interessiert sind und noch nicht alle Zusammenhänge durchdrungen haben“.

### Monographien
- mit Cornelia Quaschning: Energierevolution JETZT!. Hanser Verlag, München 2022, ISBN 978-3-446-27301-6.
- Regenerative Energiesysteme. 11., aktualisierte Auflage. Hanser Verlag, München 2021, ISBN 978-3-446-47163-4.
- Erneuerbare Energien und Klimaschutz. 6., aktualisierte Auflage. Hanser Verlag, München 2021, ISBN 978-3-446-46867-2.
- Understanding Renewable Energy Systems. 2. Auflage, Routledge, London 2016, ISBN 978-1-138-78196-2.
- Obnovitelné zdroje energií. Grada Publishing, Prag 2010, ISBN 978-80-247-3250-3.
- Mülltrenner, Müsliesser und Klimaschützer. Hanser Verlag, München 2010, ISBN 978-3-446-42261-2.
- Renewable Energy and Climate Change. John Wiley & Sons, Chichester 2010, ISBN 978-0-470-74707-0.
- Systemtechnik einer klimaverträglichen Elektrizitätsversorgung in Deutschland für das 21. Jahrhundert (= Fortschrittberichte VDI, Reihe 6: Energietechnik, Band 437 ISSN 0178-9414). VDI, Düsseldorf 2000, ISBN 3-18-343706-6 (Habilitation TU Berlin 2000, 188 Seiten, Volltext, PDF, kostenfrei, 198 Seiten, 2,3 MB)
- Simulation der Abschattungsverluste bei solarelektrischen Systemen (= Beiträge zur Solarforschung, Band 6). Köster, Berlin 1996, ISBN 3-89574-191-4 (Dissertation TU Berlin 1996, 205 Seiten).

### Wissenschaftliche Fachartikel (Auswahl)
- Weniger et al.: Sizing of Battery Converters for Residential PV Storage Systems. In: Energy Procedia. Band 99, 2016, S. 3–10, doi:10.1016/j.egypro.2016.10.092.
- Schultz et al.: Laser-induced local phase transformation of CIGSe for monolithic serial interconnection: Analysis of the material properties. In: Solar Energy Materials and Solar Cells. Band 157, 2016, S. 636–643, doi:10.1016/j.solmat.2016.07.013.
- mit J. Weniger und T. Tjaden: Sizing of residential PV battery systems. In: Energy Procedia 46 (2014), S. 78–87, doi:10.1016/j.egypro.2014.01.160.
- mit B. Stegemann, M. Schüle, C. Schultz, H.-U. Pahl, J. Niederhofer, H. Endert und F. Fink: Laserbasierte Serienverschaltung von Chalkopyrit-Dünnschicht-Solarzellen. In: Jahrbuch Oberflächentechnik 2012 (Band 68), S. 356–362.
- mit B. Stegemann, M. Schüle, C. Schultz, H-U. Pahl, J. Niederhofer, H. Endert und F. Fink: Novel Concept for Laser Patterning of Thin Film Solar Cells. In: Laser Technik Journal 9, Ausgabe 1, (Januar 2012), S. 25–29 doi:10.1002/latj.201290004.
- mit N. Geuder: Soiling of irradiation sensors and methods for soiling correction. In: Solar Energy 80 (2006), S. 1402–1409 doi:10.1016/j.solener.2006.06.001.
- Technical and economical system comparison of photovoltaic and concentrating solar thermal power systems depending on annual global irradiation. In: Solar Energy 77, (2004), S. 171–178, doi:10.1016/j.solener.2004.04.011.
- mit R. Kistner and W. Ortmanns: Influence of Direct Normal Irradiance Variation on the Optimal Parabolic Trough Field Size: A Problem Solved with Technical and Economical Simulations. In: Journal of Solar Energy Engineering 124, (2002), 160–164, doi:10.1115/1.1465432.
- mit R. Hanitsch: Irradiance Calculations on Shaded Surfaces. In: Solar Energy, 62 Ausgabe 5, 1998, S. 369–375, doi:10.1016/S0038-092X(98)00018-8.
- mit R. Hanitsch: Numerical simulation of current-voltage characteristics of photovoltaic systems with shaded solar cells. In: Solar Energy 56, (1996), 513–520, doi:10.1016/0038-092X(96)00006-0.

### Sonstige Artikel (Auswahl)
- Après Paris: Taten statt leerer Worte In: Sonnenenergie (DGS) 03/2016, S. 22–25 (online)
- Der Billionenpoker. In: Sonne, Wind & Wärme. 07/2013, S. 7–9 (online)
- Doppelte Stromkosten durch Laufzeitverlängerung von Atomkraftwerken. In: Sonne, Wind & Wärme. 1/2011, S. 12–16 (online)
- Einfach SoDa – Politik Quergedacht. In: Sonne, Wind & Wärme. 7/2008, S. 12–15.
- Grundlastkraftwerke: Brücke oder Krücke für das regenerative Zeitalter? In: Sonne, Wind & Wärme. 5/2010, S. 10–15 (online)
- Photovoltaische Eigenverbrauchsanlagen als Schlüssel für eine neue Dynamik beim Klimaschutz. (mit J. Weniger und T. Tjaden) In: Energiewirtschaftliche Tagesfragen. 08/2014, S. 49–51.
- Sektorkopplung durch die Energiewende – Sektorkopplungsstudie der Hochschule für Technik und Wirtschaft Berlin 06/2016, 38 Seiten (online)
- Sichere Stromversorgung mit regenerativen Energien. (mit F. Trieb, J. Nitsch und L. Brischke) In: Energiewirtschaftliche Tagesfragen. 52 (2002) Heft 9, S. 590–595.
- Wie viele Kilowattstunden sollen’s denn sein? PV-Simulationsprogramme im Praxistest. In: Sonne, Wind & Wärme. 5/2007, S. 110–113.
- Wärmepumpen: Auf dem ökologischen Prüfstand. In: BUND: Ökologisch Bauen & Renovieren. BUND, Radolfzell 2007, S. 152–155.
- Ziel verfehlt – Klimaschutz in Deutschland. In: Sonne, Wind & Wärme. 6/2006, S. 32–36.
- Faktencheck: Welches Auto hat die beste Klimabilanz?